# Ширак (аэропорт)
Аэропорт «Ширак» (арм. Գյումրի Շիրակ Միջազգային Oդանավակայան) является международным аэропортом, который обслуживает второй по величине город в Армении — город Гюмри в Ширакской области. Аэропорт расположен в 5 км от Гюмри. Аэропорт был построен в 1961 году и является вторым по величине аэропортом в стране, после ереванского аэропорта «Звартноц».

## История
Терминал аэропорта был построен в 1982 году архитекторами  Левоном Христафоряном и Рубеном Асратяном. За это здание архитекторы удостоились премии всесоюзного смотра молодых архитекторов в 1977 году. Однако после землетрясения 1988 г. аэропорт практически не функционировал и практически не использовался до тех пор, пока в 2004 г. он не был частично обновлен.
В начале 2006 года Армения ощутила важность наличия второго международного аэропорта. В случае плохих метеорологических условий в «Звартноце» появилась возможность отправлять самолёты на посадку в «Ширак».
В том же году были установлены новые радиолокационные системы, которые позволяют идентифицировать самолет в радиусе 400 км. В 2007 году взлетно-посадочная полоса была капитально отремонтирована и полностью заново заасфальтирована. С тех пор была установлена новая финская светосигнальная система IDMAN, проведены ремонтные работы на рампе и завезена специальная техника для наземного обслуживания. В 2007 году Главное управление гражданской авиации правительства Армении предоставило аэропорту Ширак лицензию первого класса ИКАО.
25 июня 2016 аэропорт принял Папу Римского Франциска. Рейс был выполнен из ереванского аэропорта «Звартноц»
В 2021 году была проведена реконструкция главного терминала и взлетно-посадочной полосы (площадь терминала увеличилась с 400 до 870 м2). Установлено 8 кабин паспортного контроля и лента для багажа. Аэропорт сможет обслуживать до 700 000 пассажиров в год.16 сентября 2021 года была открыта новая зона прибытия, в результате чего пропускная способность аэропорта увеличилась до 700 000 пассажиров в год.
С 1 июля 2022 года авиакомпания «Ширак Авиа» может начать выполнение ежедневного рейса по маршруту Гюмри - Москва (Внуково) - Гюмри.
- Подъезд к аэропорту в 1982 году
- Здание с торца, 1982 год
- Вид на терминал в 1983 году

## Обзор
Взлетно-посадочная полоса 02 оснащена системой ILS CAT I , позволяющей выполнять полеты самолётов в условиях низкой облачности (60 метров) и видимости (800 метров). Аэропорт также оснащен новой диспетчерской вышкой и котельной. В аэропорту есть магазин беспошлинной торговли Dufry после проверки безопасности в зоне вылета. Работы по замене покрытия взлетно-посадочной полосы были завершены 16 сентября 2021 года в рамках масштабной программы модернизации аэропорта.
Аэропорт также служит авиабазой для ВВС Армении, которая имеет большую базу технического обслуживания и операций с несколькими боевыми и учебными самолётами, размещенными на северо-востоке аэродрома.
Аэропорт может принимать следующие типы ВС: Ан-12, Ан-24, Ан-26, Ан-28, Ан-30, Ан-32, Ан-72, Ан-74, Ан-124, Ил-76,Л-410, Ту-134, Ту-154, Ту-204, Ту-214, Як-40, Як-42, Airbus A310, Airbus A319, Airbus A320, Airbus A321, ATR 42, ATR 72, Boeing 737, Boeing 747, Boeing 757 и другие типы ВС 3-4 класса, вертолёты всех типов. Максимальный взлётный вес воздушного судна 230 тонн. Классификационное число ВПП (PCN) 64/F/C/X/T.
- Вид терминала со стороны подъездной дороги, 2024 год
- Вид терминала со стороны ВПП, 2024 год
- Здание аэропорта в 2009 году
- Зона вылета, 2021 год

## Статистика аэропорта
Данные из запроса в Викиданные.
| 2000-2019гг.                         | 2000-2019гг. | 2000-2019гг. | 2000-2019гг. | 2000-2019гг. | 2000-2019гг. | 2000-2019гг. | 2000-2019гг. | 2000-2019гг. |
| Год                                  | 2005         | 2006         | 2007         | 2008         | 2016         | 2017         | 2018         | 2019         |
| ------------------------------------ | ------------ | ------------ | ------------ | ------------ | ------------ | ------------ | ------------ | ------------ |
| Отправление пассажиропотока          | 18,800       | 24,011       | 11,339       | 12,911       | 6,593        | 52,828       | 83,574       | 74,103       |
| Прибытие пассажиропотока             | 27,300       | 22,399       | 7,291        | 9357         | 5,828        | 52,836       | 82,372       | 73,433       |
| Общий пассажиропоток                 | 46,100       | 46,410       | 18,630       | 22,268       | 12,421       | 105,664      | 165,946      | 147,536      |
| Экспорт грузов (тонн)                | 20           | 3.1          | N/A          | 2.0          | 4            | 1.3          | 0.3          | N/A          |
| Импорт грузов (тонн)                 | 126          | 15           | 6.2          | 62.6         | 0.2          | 1            | 0.3          | N/A          |
| Общий груз (тонн)                    | 146          | 18.1         | 6.2          | 64.5         | 4.2          | 2.3          | 0.6          | N/A          |
| Движение самолетов (вылет и посадка) | 472          | 355          | 166          | 144          | 54           | 372          | 488          | 453          |

| 2020-2021гг.                         | 2020-2021гг. | 2020-2021гг. |
| Год                                  | 2020         | 2021         |
| ------------------------------------ | ------------ | ------------ |
| Общий пассажиропоток                 | 35,491       | 122,139      |
| Отправление пассажиропотока          | 17,981       | 68,071       |
| Прибытие пассажиропотока             | 17,510       | 54,068       |
| Общий груз (тонн)                    | N/A          | N/A          |
| Экспорт грузов (тонн)                | N/A          | N/A          |
| Импорт грузов (тонн)                 | N/A          | N/A          |
| Движение самолетов (вылет и посадка) | 129          | 1,094        |

## Новый собственник
3 августа 2007 года, Правительство Армении анонсировало, что оно согласовало включение управления аэропорта «Ширак» в 30-летнее концессионное соглашение, которое подписала с Арменией компания «Armenia International Airports CJSC», которая в декабре 2001 года приняла управление в Международном аэропорте «Звартноц». «Armenia International Airports CJSC» принадлежит «Корпорасьон Америка» («Аэропуэртос Архентина 2000»), аргентинской компании, которая управляет несколькими аэропортами в Южной Америке, собственником которого является Эдуардо Эрнекян. По информации Артёма Мовсисяна, главы Главного Управления гражданской авиации Армении, «Корпорасьон Америка» сделает из «Ширака» первоклассный аэропорт. Он также сообщил, что компания намерена инвестировать $10 миллионов в этом году, чтобы начать программу модернизации и на протяжении ближайших лет будет инвестировано больше, чтобы аэропорт полностью соответствовал международным стандартам. Ещё одним обязательством является обеспечение бесплатной посадки и взлёта авиации Военно-воздушных сил Армении.

## Авиалинии
Аэропорт «Ширак» был закрыт на реконструкцию с 20 июня до 20 октября 2007 года, на протяжении этого времени взлётно-посадочная полоса была обновлена, было улучшено освещение, а также основной терминал.
С 2014 года гюмрийский аэропорт «Ширак» был освобожден от налога на воздух, чтобы сделать его более привлекательным для бюджетных авиакомпаний.
Со 2-го декабря 2016 года авиакомпания «Уральские авиалинии» запускает рейс Ростов-на-Дону—Гюмри—Ростов-на-Дону, об этом компания сообщила на своем сайте.
Долгое время ходили слухи о выходе российской низкобюджетной авиакомпании «Победа» на армянский рынок. Компания изначально изъявляла желание лететь в Ереван, но отказалась из-за дороговизны предоставляемых услуг. Позже было объявлено, что компания выбрала гюмрийский аэропорт для осуществления полетов. 21 ноября 2016 года «Победа» объявила об открытии продаж билетов на рейсы в Армению.

## Авиакомпании и пункты назначения
Авиакомпании и пункты назначения на февраль-март 2022 года.